# ᶜ
Cette page contient des caractères spéciaux ou non latins. S’ils s’affichent mal (▯, ?, etc.), consultez la page d’aide Unicode.
ᶜ̧, appelée c en exposant, c supérieur ou lettre modificative c, est un ancien symbole de l’alphabet phonétique international. Il est formé de la lettre latine c mise en exposant.

## Utilisation
Le c en exposant est utilisé par certains auteurs comme substitut au demi-rond gauche supérieur ‹ ʿ › ou à la virgule culbutée ‹ ʻ ›.

## Représentations informatiques
La lettre modificative c peut être représenté avec les caractères Unicode suivants :
- décomposé (extensions phonétiques, signes diacritiques génériques) :

| formes       | représentations | chaînes de caractères | points de code | descriptis                      |
| ------------ | --------------- | --------------------- | -------------- | ------------------------------- |
| modificative | ᶜ               | ᶜ                     | U+1D9C         | lettre modificative minuscule c |

## Sources
- Association phonétique internationale, Exposé des principes de l’Association phonétique internationale, Leipzig, B. G. Teubner, 1900 (JSTOR 44749210, lire en ligne)
- (en) Peter Constable, Revised Proposal to Encode Additional Phonetic Modifier Letters in the UCS, 1er février 2004 (lire en ligne)
- (en) International Phonetic Association, « Report on the 1989 Kiel Convention », Journal of the International Phonetic Association, vol. 19, no 2,‎ 1989, p. 67-80 (DOI 10.1017/S0025100300003868)
- (en) International Phonetics Association, Handbook of the International Phonetics Association : a guide to the use of the International Phonetic Alphabet, Cambridge, Cambridge University Press, 1999, 204 p. (ISBN 0-521-63751-1 et 0-521-65236-7, lire en ligne)